# 서명옥
서명옥(徐明玉, 1960년 11월 26일~)은 대한민국의 의사 출신 정치인이다. 제22대 국회의원이다.
경북대학교 의과대학을 졸업했으며 강남구보건소장을 지냈다. 2023년 9월, 제3대 한국공공조직은행장으로 선임되었다.
제22대 국회의원 선거를 앞두고 국민의힘의 국민추천제를 통해서 강남구 갑 선거구에 공천되었다. 선거 결과 64.18%의 득표율을 기록하면서 제22대 국회의원으로 당선되었다.

## 학력
- 경북대학교 의과대학 의학 학사
- 연세대학교 보건대학원 보건학 석사
- 한양대학교 공공정책대학원 지방도시행정학 석사

## 경력
- 1989. 4.~2003. 12. 시립동부병원 의사
- 진단방사선과 전문의
- 서울시립동부병원 방사선과장
- 성동구보건소 보건행정과장
- 강남구보건소 의약과장
- 강남구 의료관광협회 부회장
- 2008. 2.~2018. 7. 강남구보건소 소장
- 2018. 9. 한림대학교의료원 영상의학과 외래교수
- 고려대학교 왜래교수
- 2019. 4. 강남하트스캔의원 부원장
- 2020. 7. 대한의사협회 기획자문위원
- 2021. 8. 한양대학교 지방자치연구소 연구위원
- 2022. 4.~2022. 5. 제20대 대통령직인수위원회 코로나비상대응특별위원회 자문위원
- 2023. 9.~2024. 4. 한국공공조직은행 은행장
- 2024. 5.~ 국민의힘 서울특별시당 강남구 갑 당원협의회 위원장
- 2024. 4. 10. 대한민국 제22대 국회의원 선거 당선(서울 강남구 갑, 국민의힘, 초선)
- 2024. 5.~ 제22대 국회의원(서울 강남구 갑, 국민의힘, 초선)
  - 2024. 6.~ 제22대 국회 전반기 보건복지위원회 위원
    - 제22대 국회 전반기 보건복지위원회 법안심사제1소위원회 위원
    - 제22대 국회 전반기 보건복지위원회 예산결산심사소위원회 위원

  - 대한민국 미래혁신포럼 구성의원
  - 지속 가능 성장을 위한 구조개혁 실천 포럼 구성의원
  - 국회인구전략포럼 2.0 구성의원
  - 2025. 5.~ 제22대 국회 전반기 여성가족위원회 위원
- 2024. 6.~2024. 7. 국민의힘 정책위원회 산하 시급한 민생 현안 해결을 위한 재정·세제개편특별위원회 위원
- 2024. 12.~: 국민의힘 제주공항 여객기 사고 수습 TF 위원
- 2025. 3.~ 국민의힘 산불재난대응 특별위원회 위원
- 2025. 5.~2025. 6.: 제21대 대통령 선거 국민의힘 김문수 대통령 후보 직능총괄본부 총괄부본부장
- 2025. 5.~2025. 6.: 제21대 대통령 선거 국민의힘 김문수 대통령 후보 전략기획위원회 공동본부장
- 2025. 6.~: 국민의힘 원내부대표

## 역대 선거 결과
| 실시년도 | 선거   | 대수 | 직책     | 선거구         | 정당     | 득표수   | 득표율          | 순위 | 당락 | 비고 |
| -------- | ------ | ---- | -------- | -------------- | -------- | -------- | --------------- | ---- | ---- | ---- |
| 2024년   | 총선   | 22대 | 국회의원 | 서울 강남구 갑 | 국민의힘 | 60,549표 | \| \| 64.18% \| | 1위  |      | 초선 |
|          | 64.18% |      |          |                |          |          |                 |      |      |      |

## 소속 정당
| 소속 정당 | 소속 정당 | 소속 기간 | 비고      |
| --------- | --------- | --------- | --------- |
|           | 국민의힘  | 2024~현재 | 정계 입문 |

## 같이 보기
- 강남구 갑
- 서울 강남구의 국회의원